# Выборы мэра Улан-Удэ (2019)
Выборы мэра Улан-Удэ состоялись 8 сентября 2019 года в Единый день голосования. Это первые всенародные выборы мэра города с 2007 года. Игорь Шутенков одержал победу с результатом в 52 %. Это были последние выборы мэра Улан-Удэ. Их отменили 28 марта 2024 года.

## Ключевые даты
- 13 июня 2019 года Улан-Удэнский городской совет депутатов назначил выборы на 8 сентября 2019 года — единый день голосования[4].
- 17 июля — итоги выдвижения и регистрации кандидатов
- агитационный период начинается со дня выдвижения кандидата и прекращается за одни сутки до дня голосования
- 7 сентября — день тишины
- 8 сентября — день голосования[5].

## Выдвижение
В случае самовыдвижения, кандидат уведомляет в форме заявления городскую избирательную комиссию с последующим сбором подписей в свою поддержку, в количестве 0,5 % от числа избирателей, то есть должно быть собрано 1466 подписей, превышение допускается не более чем на 10 %.
Политические партии подписи в поддержку кандидата не собирают.

## Кандидаты
| Кандидат                       | Деятельность/должность (на момент выдвижения)                           | Субъект выдвижения                                                           | Статус                 | Дата подачи документов о выдвижении | Дата регистрации/отказа |
| ------------------------------ | ----------------------------------------------------------------------- | ---------------------------------------------------------------------------- | ---------------------- | ----------------------------------- | ----------------------- |
| Багдаев Батодалай Баторович    | временно неработающий                                                   | «Коммунистическая партия социальной справедливости»                          | зарегистрирован        | 17 июля                             | 25 июля                 |
| Бадмаев Геннадий Александрович | заместитель генерального директора ООО «Родной город»                   | «Справедливая Россия»                                                        | зарегистрирован        | 20 июля                             | 25 июля                 |
| Бадмаев Мункожап Баторович     | временно неработающий                                                   | самовыдвижение                                                               | отказано в регистрации | 27 июля                             | 6 августа               |
| Балтатарова Евгения Семёновна  | индивидуальный предприниматель                                          | самовыдвижение                                                               | отказано в регистрации | —                                   | 5 августа               |
| Карнаухов Алексей Валерьевич   | временно неработающий                                                   | самовыдвижение                                                               | отказано в регистрации | —                                   | 5 августа               |
| Красиков Николай Александрович | пенсионер                                                               | самовыдвижение                                                               | отказано в регистрации | —                                   | 5 августа               |
| Мархаев Вячеслав Михайлович    | член Совета Федерации Федерального Собрания России от Иркутской области | «Коммунистическая партия Российской Федерации», поддержан умным голосованием | зарегистрирован        | 8 июля                              | 18 июля                 |
| Меньшиков Евгений Иванович     | генеральный директор ООО Байкальская инновационная корпорация           | самовыдвижение                                                               | отказано в регистрации | 27 июля                             | 6 августа               |
| Хандархаев Алексей Сергеевич   | заместитель мэра города Улан-Удэ                                        | «Гражданская платформа»                                                      | зарегистрирован        | 15 июля                             | 25 июля                 |
| Чимитов Николай Бадмаевич      | специалист аппарата фракции ЛДПР в Народном Хурале Бурятии              | «Либерально-демократическая партия России»                                   | зарегистрирован        | 10 июля                             | 20 июля                 |
| Шутенков Игорь Юрьевич         | первый заместитель руководителя администрации города Улан-Удэ           | самовыдвижение, поддержан «Единой Россией»                                   | зарегистрирован        | 17 июля                             | 25 июля                 |

## События после выборов
Вечером 9 сентября 2019 года на Площади Советов в Улан‑Удэ стихийно собрался митинг, инициатором которого оказался гражданский активист Дмитрий Баиров. Несколько сотен протестующих потребовали переизбрать мэра города, а также освободить Петра Дондукова и Игоря Гоношанова — двух арестованных сторонников якутского шамана Александра Габышева. Позднее к митингующим присоединились сенатор от Иркутской области и кандидат в мэры Улан-Удэ Вячеслав Мархаев, а также депутат Народного Хурала и местный лидер КПРФ Баир Цыренов. Десятки протестующих оставались на площади всю ночь.
10 сентября акция продолжилась на Площади советов. Мархаев, Цыренов, Баиров и глава Буддийской традиционной сангхи России Дамба Аюшеев выступили перед людьми на площади. Подразделения полиции и ОМОН жёстко задержали ряд участников протестной акции. Днём между участниками акции и сотрудниками ОМОНа произошли столкновения, мобильную связь в районе протестов начали глушить. Депутат Хурала Баир Цыренов и двое его соратников были задержаны. Полицейские в штатском с топорами выбили окна автомобиля и вытащили политиков, находившихся внутри. Журналистка Анна Зуева сняла телевизионный сюжет для ОТР.
11 и 12 сентября протесты продолжились. Так, в ночь на 12 сентября между полицией и участниками акции произошли столкновения с применением слезоточивого газа.
12 сентября в ответ на продолжающиеся протесты Глава Бурятии Алексей Цыденов заявил, что вернётся в республику 13 сентября и проведёт встречу со всеми кандидатами в мэры города Улан-Удэ. В этот же день Управление Следственного комитета по Бурятии возбудило уголовное дело о применении насилия в отношении представителя власти (часть 1 статьи 318 УК) на стихийной акции протеста в Улан-Удэ.
15 сентября в парке «Юбилейный» города Улан-Удэ состоялся согласованный митинг «Против полицейского беспредела и за новые честные выборы», на который пришло до тысячи человек. К протестующим вышел глава Бурятии Алексей Цыденов, однако участники акции встретили его криками «Позор!» и потребовали уйти в отставку.